# Theodor von Schacht
Pour les articles homonymes, voir Schacht.
Theodor von Schacht, né en 1748 à Strasbourg et mort le 20 juin 1823 à Ratisbonne, est un compositeur allemand.

## Biographie
Theodor von Schacht arrive à Ratisbonne dès 1756, à l'âge de huit ans, à la cour des Fürsten von Thurn und Taxis, où travaille également son père Karl Ludwig von Schacht. Pendant dix ans, il y reçoit une éducation courtoise à la pagerie (de) et une première formation musicale auprès des musiciens de la cour Küffner et de Joseph Riepel (de). En 1766, Schacht part pour plusieurs années comme élève du compositeur d'opéras Niccolò Jommelli (1714-1774) à la cour du duc Charles II de Wurtemberg à Stuttgart. Après ses études à Stuttgart et à Wetzlar, il retourne à Ratisbonne en 1771 et est nommé par le prince Alexandre-Ferdinand de Tour et Taxis (de) (1704-1773) en 1771 comme chevalier de la cour (en allemand : Hofkavalier).
Il partagea très tôt des intérêts musicaux avec le prince héritier Charles-Anselme de Tour et Taxis (de), qui régna à partir de 1773, ce qui eut pour conséquence qu'après son arrivée au pouvoir en 1773, Schacht fut nommé intendant de la musique de la cour et chargé de la création d'un opéra italien. Mais Schacht était également actif dans d'autres domaines de la composition (pièces de chant, symphonies, concertos, musique religieuse) et devint en 1774 directeur en chef du théâtre de la cour et de la salle de bal sur la Ägidienplatz (de). Le théâtre avait un budget annuel de 20000 florins, mais l'activité théâtrale fut interrompue en 1786. En 1790, Schacht fut nommé Geheimer Rat princier et en 1796, il reçut une solde honorifique à vie pour ses services rendus à la musique de cour. En 1805, année de la mort du prince Carl Anselm, Schacht fut mis à la retraite et entreprit un voyage à Vienne afin d'y recueillir des impressions musicales et de se faire connaître en tant que compositeur. Parmi les moments forts de ce voyage, on compte la rencontre avec l'élève de Beethoven, l'archiduc Rodolphe d'Autriche, et avec Napoléon Ier, en l'honneur duquel il composa six messes. Ce n'est qu'en 1812 que Schacht retourna à Ratisbonne, où il mourut en 1823.
Il a falsifié les archives des princes de Thurn und Taxis, par jalousie envers son collègue František Xaver Pokorný, en attribuant de nombreuses symphonies et concertos composés en réalité par ce dernier à de nombreux autres compositeurs. C'est le cas du concerto pour flûte en ré majeur attribué à tort à Boccherini.

## Œuvres
La production de von Schacht comprend environ deux cents œuvres, dont les plus intéressantes sont les pièces de théâtre dans lesquelles il a cultivé le style italien de l'opéra. La musique d'église de von Schacht affiche la même énergie théâtrale, avec une colorature puissante, des mouvements de chœurs homophoniques et une utilisation précise de sections fuguées.
Il a composé au moins 33 symphonies, dont l'une a été publiée intégralement dans Angerer, Seven Symphonies from the court of Thurn and Taxis sur Google Livres (pub. Garland, 1984). Ses compositions comprennent également de la musique pour clarinette, notamment douze concertos pour clarinette (schact33 à schact45, dont l'un écrit en 1781 et quatre pour clarinette en la). Plusieurs d'entre eux ont été enregistrés par Dieter Klöcker et un concerto pour 3 clarinettes. Ses concertos pour clarinette sont l'un des premiers à utiliser la clarinette en la. Il a composé également au moins un concerto pour deux bassons.
Ses œuvres sont conservées sous forme de manuscrits, principalement dans la collection de musique des princes de Thurn und Taxis à Ratisbonne.

### Opéra
- Il trionfo della virtù (Domenico Friggieri), composizione seriocomico 1 Akt (26. Aug. 1774 Trugenhofen), zur Hochzeit von Fürst Kraft Ernst von Oettingen-Wallerstein mit Maria Theresia von Thurn und Taxis; als erweiterte Fassung La festa interrotta (Dez. 1774 Regensburg)

- Bacocco e Serpilla, intermezzo a due 2 Akte (1775 Regensburg)

- Il tutore deluso/La semplice, intermezzo a quattro (1776 Regensburg)

- Artaserse (Pietro Metastasio), dramma per musica 3 Akte (1777/1785 Regensburg)

- Altea und Maleagro, Melodrama (1780/81 Regensburg)

- Der verunglückte Prolog (Andreas Schopf) (4. Okt. 1783 Regensburg)

- Lanassa (C. Plümicke), Schauspielmusik (1784 Regensburg)

- La Calipso abbandonata (Nunziato Porta), dramma serio/erioco 3 Akte (1786 Regensburg)

- Amalie von Thurn (nach August von Kotzebue, Das Dorf im Gebirge), Singspiel 2 Akte (1801 Regensburg)

- Zenide und Saed, Singspiel 3 Akte (Wien um 1810)

### Orchestre
- Symphonies en ut majeur et en mi bémol majeur (sans date)
- Symphonie d'écho en mi bémol majeur (1775)
- Divertimento del Bel Sesso nel Soggiorno di Baden (1811)
- Partitas, sérénades, divertissements, danses

### Concerto
- concerto pour clarinette en ré majeur, avec clarinette en la (1781)
- deux concertos pour clarinette en si bémol majeur
- concerto pour deux clarinettes en si bémol majeur
- concerto pour trois clarinettes en si bémol majeur
- concerto pour hautbois
- concerto pour clavecin
- concerto pour clavecin à 4 mains
- concerto pour harpe
- concerto pour deux bassons

### Musique de chambre
- Trios, quatuors à cordes
- Sonates pour clavecin, violon, violoncelle (1785)
- Quintette pour violon, hautbois, cor, alto et violoncelle
- Terzettini pour clavecin
- Marches pour piano

### Musique sacrée
- Messes, Requiems
- Stabat Mater
- Te Deum
- Santa Elena al Calverio, oratorio
- Die Sieben Worte Christi am Kreuze, oratorio (1818)

### Musique vocale
- Cantates profane
- Mélodies, dont Inquesta tomba oscura (1808)
- Nocturnes pour soprano, 2 ténors, basse et clavecin, opus 1 (1766)

### Ballets
- La Rosière de Salency, opus 2
- Lapsus und Lydia (1780)

## Enregistrement
- Clarinet concerto in B-Flat par Dieter Klöcker (clarinette) et le Concerto Amsterdam, dir. Jaap Schröder (Acanta  EA 23.145, 1972)
- Klarinettenkonzerte par Dieter Klöcker, Oliver Link et Waldemar Wandel (clarinettes) et le Bamberger Symphoniker, dir. Hans Stadlmair (Orfeo C 290 931 A, 1993)[4]
  - Concerto pour clarinette en ré majeur[6]
  - Concerto pour clarinette en si bémol majeur
  - Concerto pour 2 clarinettes en si bémol majeur
  - Concerto pour 3 clarinettes en si bémol majeur